# 無限回廊
《無限迴廊》是PlayStation Portable及PlayStation 3平臺的益智遊戲，與日版同步於2008年3月19日發售中英文合版（繁體中文及英文）。於3月5日提供下載PlayStation Portable版《無限迴廊 -練習曲-》（體驗版），而PlayStation 3版則名為《無限迴廊 -序曲-》，需於PlayStation Store購買及下載。其後發售第二作《時限迴廊》（Echoshift）。

## 簡介
遊戲以引導「角色（CAST）」到達「影子（ECHO）」為目的，不斷轉動視點並利用錯覺，找出新的道路，從而逃出迷宮。遊戲是以五種法則進行，分別是「主觀的移動」、「主觀的落下」、「主觀的存在」、「主觀的不存在」及「主觀的跳躍」。在PSP版遊戲中分為「Solo」、「Pair」和「Others」三種模式，而PlayStation 3版只有「Solo」模式。

## 其他
香港索尼電腦娛樂於2008年3月10日舉辦「『無限回廊』空間創作比賽 」，比賽主題是運用想像力以圖片表達《無限迴廊》的視覺特色，該活動只限香港區PLAYSTATION Store會員。

## 外部連結
- （繁體中文） 香港中文官方網站 （页面存档备份，存于）
- （繁體中文） 「無限回廊」空間創作比賽 （页面存档备份，存于）
- （繁體中文） 台灣中文官方網站 （页面存档备份，存于）